# Ramat Magšimim
Ramat Magšimim (hebrejsky רָמַת מַגְשִׁימִים nebo zkráceně רמג"ש, doslova „Výšiny těch, kteří uskutečňují sny“, v oficiálním přepisu do angličtiny Ramat Magshimim) je izraelská osada a vesnice typu mošav na Golanských výšinách v Oblastní radě Golan.

## Geografie
Nachází se v nadmořské výšce 430 metrů, cca 26 kilometrů severovýchodně od města Tiberias, cca 77 kilometrů východně od Haify a cca 130 kilometrů severovýchodně od centra Tel Avivu, na náhorní plošině v jižní části Golanských výšin, jen cca 3 kilometry od hranice oddělující území pod kontrolou Izraele a Sýrie, na které terén náhorní planiny prudce spadá do údolí hraničního toku Nachal Rakad. Zhruba 3 kilometry severovýchodním směrem se z této náhorní planiny tyčí strategické návrší Tel Saki.
Je situována v oblasti s hustou sítí zemědělského osídlení, takřka výlučně židovského, tedy bez arabských sídel. Je součástí bloku nábožensky orientovaných sídel zvaného Guš Chispin, do kterého patří ještě vesnice Avnej Ejtan, Nov a Chispin.
Ramat Magšimim je na dopravní síť Golanských výšin napojena pomocí silnice číslo 98 - hlavní severojižní komunikace v tomto regionu, ze které tu odbočuje k severu také lokální silnice číslo 808.

## Dějiny
Ramat Magšimim leží na Golanských výšinách, které byly dobyty izraelskou armádou v roce 1967 a jsou od té doby cíleně osidlovány Izraelci. Tato vesnice byla založena skupinou nábožensky orientované mládeže okolo organizací Bnej Akiva a ha-Po'el ha-Mizrachi už v červenci 1968 jako první náboženské sídlo na Golanských výšinách. Zpočátku šlo o polovojenskou osadu typu Nachal, jejíž cca dvacet prvních obyvatel se usadilo v opuštěných domech v nedaleké vysídlené syrské vesnici Fik. Po osmi měsících se osadníci přesunuli do opuštěného vojenského tábora syrské armády, který ležel poblíž nynější vesnice a v létě roku 1972 se pak nastěhovali do stávající lokality.
Během Jomkipurské války v roce 1973 byla osada Ramat Magšimim dočasně dobyta syrskou armádou a poničena. Syrská armáda se tehdy snažila průnik poblíž pahorku Tel Saki (takzvaná bitva u Tel Saki). V roce 1975 pronikl do osady ze Sýrie arabský terorista a zabil 3 studenty zdejší ješivy.
Ve zprávě z roku 1977 vypracované pro Senát Spojených států amerických se počet obyvatel v této vesnici odhadoval na 90. Plocha vesnice byla udávána na 4 500 dunamů (4,5 čtverečních kilometrů). Zdejší obyvatelé patřili mezi stoupence Národní náboženské strany.
V obci funguje synagoga a zařízení předškolní péče. Základní škola a vyšší vzdělání je v osadě Chispin. Obyvatelé Ramat Magšimim se živí zemědělstvím, zdrojem příjmů je i turistika. Kvůli ekonomickým potížím prošel mošav částečnou privatizací a v současnosti funguje obec jako mošav ovdim (מושב עובדים) s nižší mírou kolektivního hospodaření.

## Demografie
Ramat Magšimim je osadou s nábožensky založenými obyvateli. Jde o menší sídlo vesnického typu s dlouhodobě rostoucí populací. K 31. prosinci 2014 zde žilo 615 lidí. Během roku 2014 klesla populace o 1,9 %.
| Rok            | 1983 | 1995 | 1999 | 2000 | 2001 | 2003 | 2004 | 2005 | 2006 | 2007 | 2008 | 2009 | 2010 | 2011 | 2012 | 2013 | 2014 |
| -------------- | ---- | ---- | ---- | ---- | ---- | ---- | ---- | ---- | ---- | ---- | ---- | ---- | ---- | ---- | ---- | ---- | ---- |
| Počet obyvatel | 317  | 417  | 445  | 436  | 439  | 459  | 483  | 487  | 500  | 517  | 547  | 564  | 568  | 579  | 616  | 627  | 615  |